# Sonny & Cher

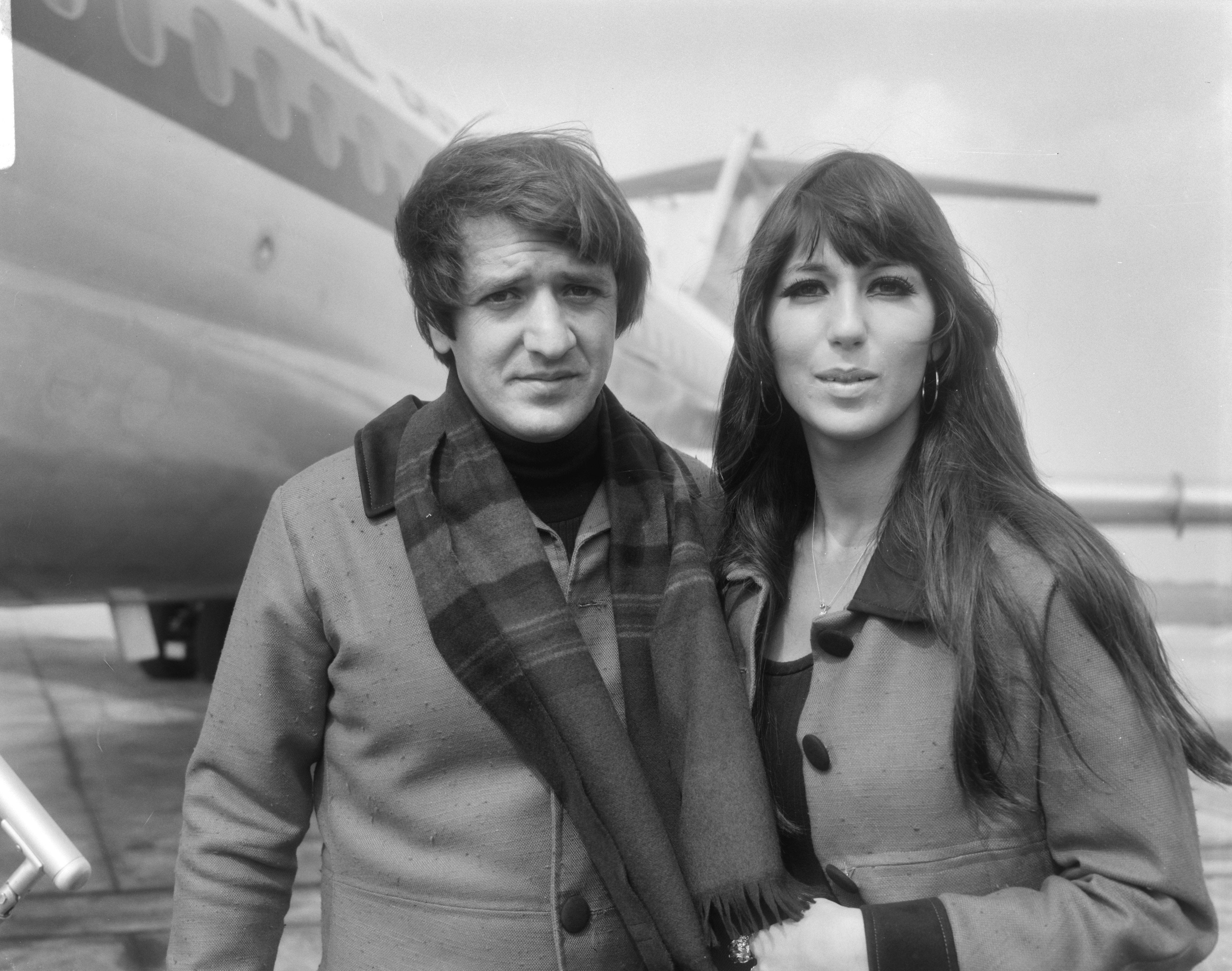
Sonny & Cher op Schiphol (1966)

Sonny & Cher is een Amerikaans popduo uit de jaren 60 en 70 bestaande uit het echtpaar Sonny Bono en Cher. In hun ongeveer tienjarige carrière verkochten ze wereldwijd meer dan 80 miljoen platen.

## Carrière

### Jaren zestig
Cher ontmoette Sonny in een koffieshop in november 1962 toen ze 16 was. Sonny was 27 en werkte voor producer Phil Spector in de Gold Star Studios van Hollywood. Ze werden goede vrienden, minnaars en later man en vrouw. Door Sonny kwam Cher aan de bak als achtergrondzangeres en zong backing vocals voor You've lost that loving feeling van The Righteous Brothers, Da doo ron ron van The Crystals en Be My Baby van The Ronettes.
Sonny zelf schreef ook liedjes en samen met Cher vormde hij het duo Caesar & Cleo maar haalde weinig succes hiermee. Daarna gingen ze verder als Sonny & Cher en ze brachten het album Look at us uit in de zomer van 1965. Op dit album stond het lied I Got You Babe dat een megahit werd. In de Verenigde Staten en het Verenigd Koninkrijk bereikte de plaat de nummer één positie in de hitparade. In vele andere landen werd het lied ook een dikke hit en ging uiteindelijk vijf miljoen keer over de toonbank.
Hiervoor hadden ze ook al "Baby, Don't Go" uitgebracht, deze single was een bescheiden succes al werd het wel een nummer één hit in Canada.
Het duo werd bekend en begon door de wereld te trekken. Little Man werd in 1966 hun grootste hit in Nederland. Het stond 6 weken in het najaar op nummer 1. Ook in 1966 had Cher een solo-hit met het lied "Bang Bang". Om het succes te verzilveren maakte het duo een film (Good Times) in 1967, maar de film werd een totale flop.
In 1968 leek de carrière over en de verkoop liep erg terug. Op 4 maart 1969 kreeg Cher een dochter, Chastity Bono. Datzelfde jaar maakten ze een nieuwe film die Cher een debuut als drama-actrice moest geven, maar ook dit was geen commercieel succes.

### Jaren zeventig en tachtig: succes en scheiding

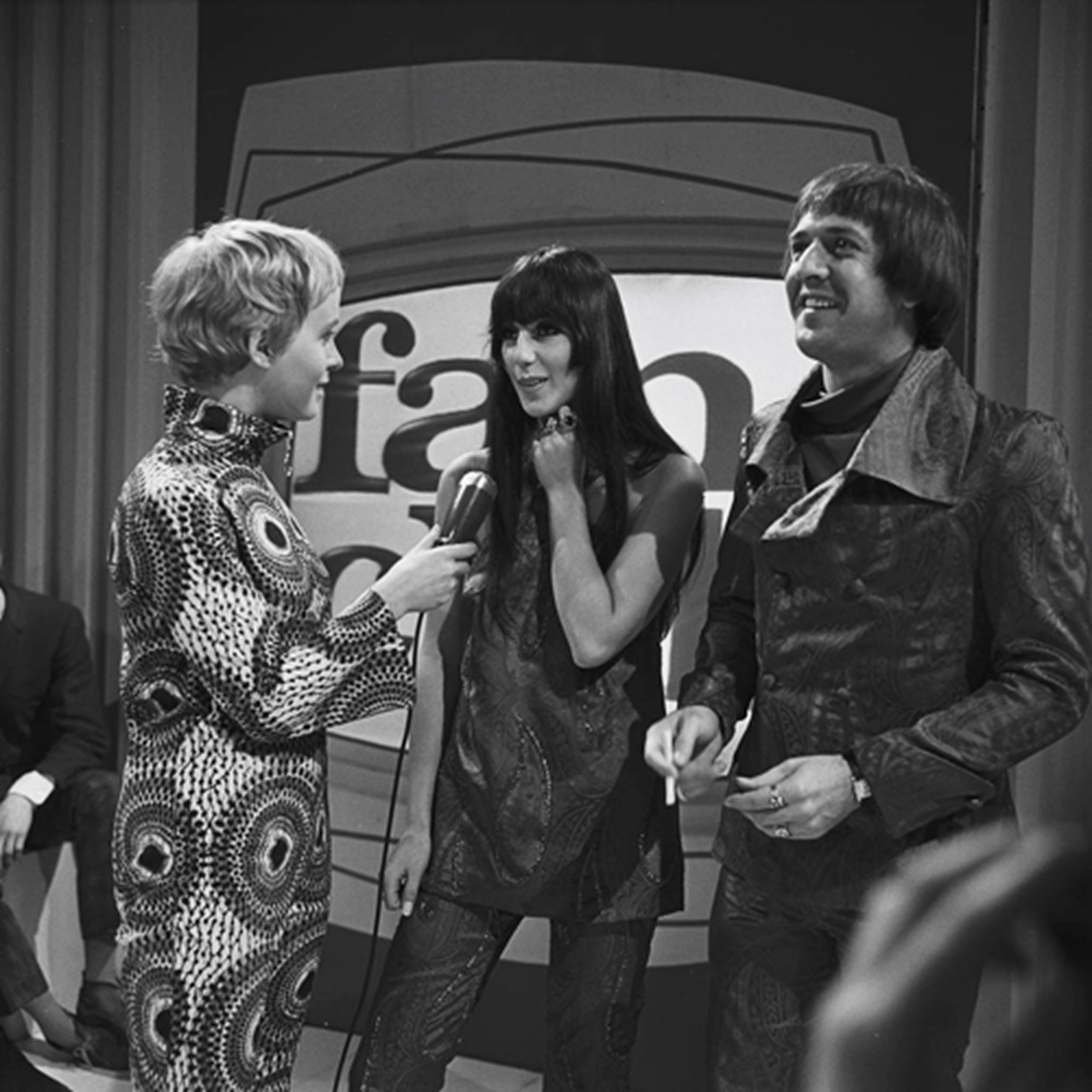
Sonny & Cher geïnterviewd door Judith Bosch in Fanclub (1967)

In 1970 kregen Sonny & Cher een televisiespecial The Sonny and Cher Nitty Gritty Hour. De show was een mix van o.a. comedy en livemuziek en had wel succes waardoor ze begin jaren zeventig frequent te zien waren in televisieshows.
Fred Silverman, programmadirecteur bij omroep CBS zag wel wat in het duo en bood hen hun eigen variétéshow aan, The Sonny and Cher Comedy Hour, dat startte in de zomer van 1971 als vervangingsprogramma en keerde later dat jaar nog terug bij de primetime programmering. De show was een grote hit en stond in de top 10 van de kijkcijfers. In totaal liep de show vier seizoenen en kreeg 15 nominaties voor de Emmy Awards en kon een van die nominaties verzilveren. Door dit succes brachten ze ook nieuwe albums uit en kregen twee nieuwe toptienhits: "All I Ever Need Is You," en "A Cowboy's Work Is Never Done" (1972).
Tijdens het derde seizoen van de Sonny and Cher Comedy Hour, begin 1974, begon het huwelijk van Sonny & Cher te wankelen. Aan het einde van het jaar ging het koppel uit elkaar waardoor de televisieshow ook stopte ondanks de goede kijkcijfers. Hierna volgde een vechtscheiding die over heel Amerika uitgespreid werd in de tijdschriften, de scheiding werd op 27 juni 1975 uitgesproken.
Sonny lanceerde zijn eigen show, The Sonny Comedy Revue, in de herfst van 1974, en hield het schrijversteam van "Sonny and Cher". Cher zelf maakte plannen bekend voor een eigen variétéshow. Critici zeiden dat Sonny het wel zou maken en dat Cher’s carrière voorbij was. Na zes weken werd de serie van Sonny stopgezet wegens slechte kijkcijfers. De Cher show debuteerde op 16 februari 1975 met gastacteurs en sterren Flip Wilson, Bette Midler en Elton John. Cloris Leachman en Jack Albertson wonnen allebei een Emmy Award voor hun gastoptreden in de show van dat seizoen en de show kreeg ook nog vier Emmy-nominaties dat jaar. Het eerste seizoen stond in de top 25 van de kijkcijfers.
Door de scheiding gingen Sonny en Cher hun eigen weg totdat Cher aanwezig was op de opening van een restaurant van Sonny. Het koppel verzoende zich op zakelijk vlak en in 1976 keerden ze terug op televisie met The Sonny & Cher Show. Nadat dit geen succes bleek te zijn en in 1977 stopte gingen ze voorgoed hun eigen weg. Sonny begon een acteercarrière en ging later in de politiek en belandde zelfs in het Huis van Afgevaardigden. Cher kreeg nog een succesvolle zangcarrière.
Het koppel maakte nog twee verrassingsoptredens: het eerste in 1979 in The Mike Douglas Show en het tweede in 1987 bij Late Night with David Letterman, beide keren zongen ze hun grote hit I Got You Babe.

## Dood van Sonny
Op 5 januari, 1998 stierf Sonny door een ski-ongeval in Californië op 62-jarige leeftijd. Sonny's weduwe, Mary, werd verkozen om zijn resterende termijn in het Huis van Afgevaardigden uit te zitten en werd daarna zelfs herverkozen.

## Discografie

### Albums
- Baby Don't Go, 1965
- Look at Us, 1965
- Wonderous World of Sonny & Cher, 1966
- In Case You're in Love, 1967
- Good Times, 1967
- Sonny & Cher Live, 1971
- All I Ever Need Is You, 1972
- Live in Las Vegas, Vol. 2, 1974
- Mama Was a Rock'n'Roll Singer, 1974

### Singles
- 1965 - I Got You Babe, VK nr. 1, VS nr. 1 (3 weken)
- 1965 - Baby Don't Go, VK nr. 11, VS nr. 7
- 1965 - But You're Mine, VK nr. 17
- 1966 - Have I Stayed Too Long, VK nr. 42
- 1966 - Little Man, VK nr. 4
- 1966 - Living For You, VK nr. 44
- 1967 - The Beat Goes On, VK nr. 29, VS nr. 13
- 1972 - All I Ever Need Is You, VK nr. 8, VS nr. 3
- 1993 - I Got You Babe (re-entry), VK nr. 66

## Hitnoteringen

### Singles
| Single met eventuele hitnotering(en) in de Nederlandse Top 40 | Datum van verschijnen | Datum van binnenkomst | Hoogste positie | Aantal weken | Opmerkingen                       |
| ------------------------------------------------------------- | --------------------- | --------------------- | --------------- | ------------ | --------------------------------- |
| I Got You Babe                                                | 1965                  | 28-08-1965            | 4               | 14           | Nr. 4 in de Single Top 100        |
| Baby Don't Go                                                 | 1965                  | 09-10-1965            | 20              | 7            | Nr. 14 in de Single Top 100       |
| Little Man                                                    | 1966                  | 01-10-1966            | 1(6wk)          | 16           | Nr. 1 in de Single Top 100 (goud) |
| The Beat Goes On                                              | 1967                  | 11-02-1967            | 8               | 11           | Nr. 7 in de Single Top 100        |

| Single met hitnotering(en) in de Vlaamse Ultratop 50 | Datum van verschijnen | Datum van binnenkomst | Hoogste positie | Aantal weken | Opmerkingen |
| ---------------------------------------------------- | --------------------- | --------------------- | --------------- | ------------ | ----------- |
| I Got You Babe                                       | 1965                  | 01-09-1965            | 12              | 12           |             |
| Sing c'est la vie                                    | 1965                  | 01-11-1965            | 1(4wk)          | 13           |             |
| What Now My Love                                     | 1966                  | 09-04-1966            | 10              | 6            |             |
| Little Man                                           | 1966                  | 08-10-1966            | 1(2wk)          | 13           |             |
| The Beat Goes On                                     | 1967                  | 11-03-1967            | 5               | 11           |             |
| All I Ever Need Is You                               | 1972                  | 22-01-1972            | 20              | 2            |             |

### NPO Radio 2 Top 2000
| Nummers met noteringen in de NPO Radio 2 Top 2000 | '99  | '00  | '01  | '02  | '03  | '04  | '05  | '06  | '07  | '08  | '09  | '10  |
| ------------------------------------------------- | ---- | ---- | ---- | ---- | ---- | ---- | ---- | ---- | ---- | ---- | ---- | ---- |
| I Got You Babe                                    | -    | 1136 | 1379 | 1429 | 1493 | 1138 | 1645 | 1476 | 1949 | 1533 | 1971 | 1950 |
| Little Man                                        | 917  | 1336 | 1562 | 1521 | 1545 | 1494 | 1752 | 1601 | 1998 | 1651 | -    | -    |
| The Beat Goes On                                  | 1829 | -    | -    | -    | -    | -    | -    | -    | -    | -    | -    | -    |

1. ↑  Een '-' betekent dat het nummer niet was genoteerd en een vetgedrukt getal geeft de hoogste notering van een nummer aan.
2. ↑  Deze tabel is bijgewerkt tot en met de laatste editie (2024).